# Kanton Urdaneta
Der Kanton Urdaneta befindet sich in der Provinz Los Ríos westzentral in Ecuador. Er besitzt eine Fläche von 378 km². Im Jahr 2022 lag die Einwohnerzahl bei rund 33.200. Verwaltungssitz des Kantons ist die Kleinstadt Catarama mit 6240 Einwohnern (Stand 2010). Der Kanton Urdaneta wurde am 6. Oktober 1913 eingerichtet. Benannt wurde er nach Luis Urdaneta, ein aus Venezuela stammender Militär, der im ecuadorianischen Unabhängigkeitskrieg teilnahm.  

## Lage
Der Kanton Urdaneta liegt im Südosten der Provinz Los Ríos. Das Gebiet liegt im Tiefland westlich der Cordillera Occidental und reicht im Osten bis zu deren Ausläufern. Der Río Catarama durchquert den Kanton in südlicher Richtung.
Der Kanton Urdaneta grenzt im Osten an die Kantone Echeandía und Caluma der Provinz Bolívar, im Süden an den Kanton Babahoyo, im Westen an den Kanton Puebloviejo sowie im Norden an den Kanton Ventanas.

## Verwaltungsgliederung
Der Kanton Urdaneta ist in die Parroquia urbana („städtisches Kirchspiel“)
- Catarama

und in die Parroquia rural („ländliches Kirchspiel“)
- Ricaurte

gegliedert.

## Geschichte
Entwicklung der Einwohnerzahl im Kanton Urdaneta bei landesweiten Volkszählungen zum jeweiligen Gebietsstand:
| Jahr                    | Einwohner | +/-    |
| ----------------------- | --------- | ------ |
| 1950                    | 11.810    | –      |
| 1962                    | 16.966    | 43,7 % |
| 1974                    | 21.096    | 24,3 % |
| 1982                    | 21.186    | 0,4 %  |
| 1990                    | 23.459    | 10,7 % |
| 2001                    | 25.812    | 10 %   |
| 2010                    | 29.263    | 13,4 % |
| 2022                    | 33.151    | 13,3 % |
| Datenherkunft: Wikidata |           |        |